# Simone Müller (Schauspielerin)
Simone Müller (* 1990 in Regensburg)  ist eine deutsche Theater- und Filmschauspielerin.

## Leben
Müller studierte von 2011 bis 2015 Darstellende Kunst an der Hochschule für Musik und Darstellende Kunst Frankfurt am Main. Während ihres Studiums spielte sie an Theatern wie dem Schauspiel Frankfurt, dem Theater Willy Praml, dem Theater Marburg sowie am Stadttheater Gießen. Sie gehört zum Ensemble des Deutschen Nationaltheaters und der Staatskapelle Weimar.
2010 hatte Müller ihre erste Filmrolle im Spielfilm Das elektrische Paradies. 2016 folgte eine Besetzung im Kurzfilm Die Pantherin. 2018 wirkte sie im Tatort Der kalte Fritte mit. 2018 stellte sie in einer Episode der Doku-Fiktionsreihe Triff … die historische Rolle der Kleopatra dar. Im gleichen Jahr war sie im Film Endzeit zu sehen. 2019 spielte sie in der Webserie Findher mit, 2020 in einer Episode der Fernsehserie Notruf Hafenkante.

## Filmografie
- 2010: Das elektrische Paradies
- 2016: Die Pantherin (Kurzfilm)
- 2018: Tatort: Der kalte Fritte (Fernsehfilm)
- 2018: Triff … (Fernsehserie, Episode 1x02)
- 2018: Endzeit
- 2019: Findher (Webserie, 2 Episoden)
- 2020: Notruf Hafenkante (Fernsehserie)